# Kahaimoelea
Kahaimoelea je bio havajski poglavica, kralj Velikog otoka Havaji od 1285. do 1315. godine. Ponekad je zvan samo Kahai (IV.) ili je znan pod dužim imenom, Kahiamoeleaikaʻaikupou. Suvremeni stručnjaci za genealogije smatraju da je njegovo ime bilo samo Kahai te da su s vremenom njegovom imenu dodane riječi koje ga opisuju.
Živio je u dolini Waipiʻo, a bio je sin poglavice Kalapanakuʻioʻiomoe i kraljice Malamaʻihanaʻae.
Oženio je svoju polusestru Kapoʻakaʻuluhailaʻu (Kapo-a-Kauluhailea) i dobio sina i nasljednika, Kalaunuiohuu.